# Peter Sanders (Radsportler)
Peter „Pete“ Sanders (* 19. März 1961 in Hillingdon) ist ein ehemaliger britischer Radrennfahrer.

## Sportliche Laufbahn
Sanders war im Straßenradsport aktiv. Er war Teilnehmer der Olympischen Sommerspiele 1984 in Los Angeles. Im olympischen Straßenrennen schied er aus. Im Mannschaftszeitfahren kam der britische Vierer mit Darryl Webster, Steven Poulter, Keith Reynolds und Peter Sanders auf den 8. Rang.
Sanders gewann er eine Reihe britischer Eintagesrennen, Einzelzeitfahren und Kriterien. 1982 wurde er Vize-Meister im Straßenrennen der Amateure hinter Jeff Williams. Im Grand Prix François Faber 1983 holte er einen Etappensieg. Mit dem Archer Grand Prix gewann er 1985 ein traditionsreiches internationales Eintagesrennen vor John Carlsen. Im Lincoln Grand Prix wurde er hinter Darryl Webster Zweiter. Bei den UCI-Straßen-Weltmeisterschaften 1982 kam er als 96. ins Ziel. 
Von 1985 bis 1986 war Sanders als Berufsfahrer aktiv, hatte jedoch keine bedeutenden Erfolge.